# Medeo

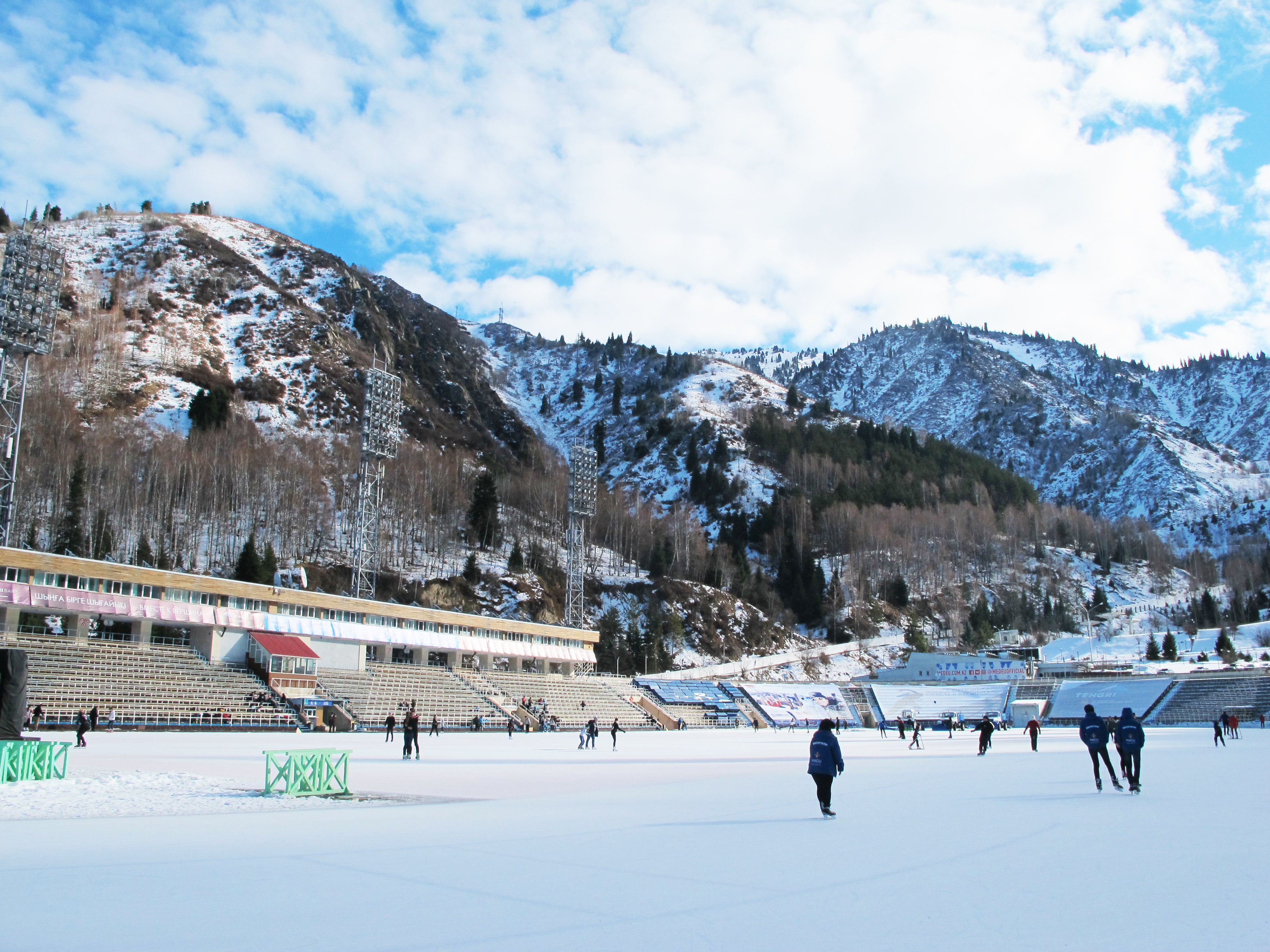
Imagen de la pista de patinaje entre las montañas.

El Medeu (en kazajo; Медеу) conocido también como Arena Medeu o simplemente Medeu (en ruso; Медео), es una pista de  patinaje sobre hielo al aire libre y también una pista de bandy ubicada en un valle a las afueras de Almatý, Kazajistán. Se encuentra 1691 metros sobre el nivel del mar, por lo que es la pista de patinaje a cielo abierto más alta del mundo. Tiene 10 500 m² de hielo y utiliza un sofisticado sistema de congelación de riego para asegurar la calidad del hielo.

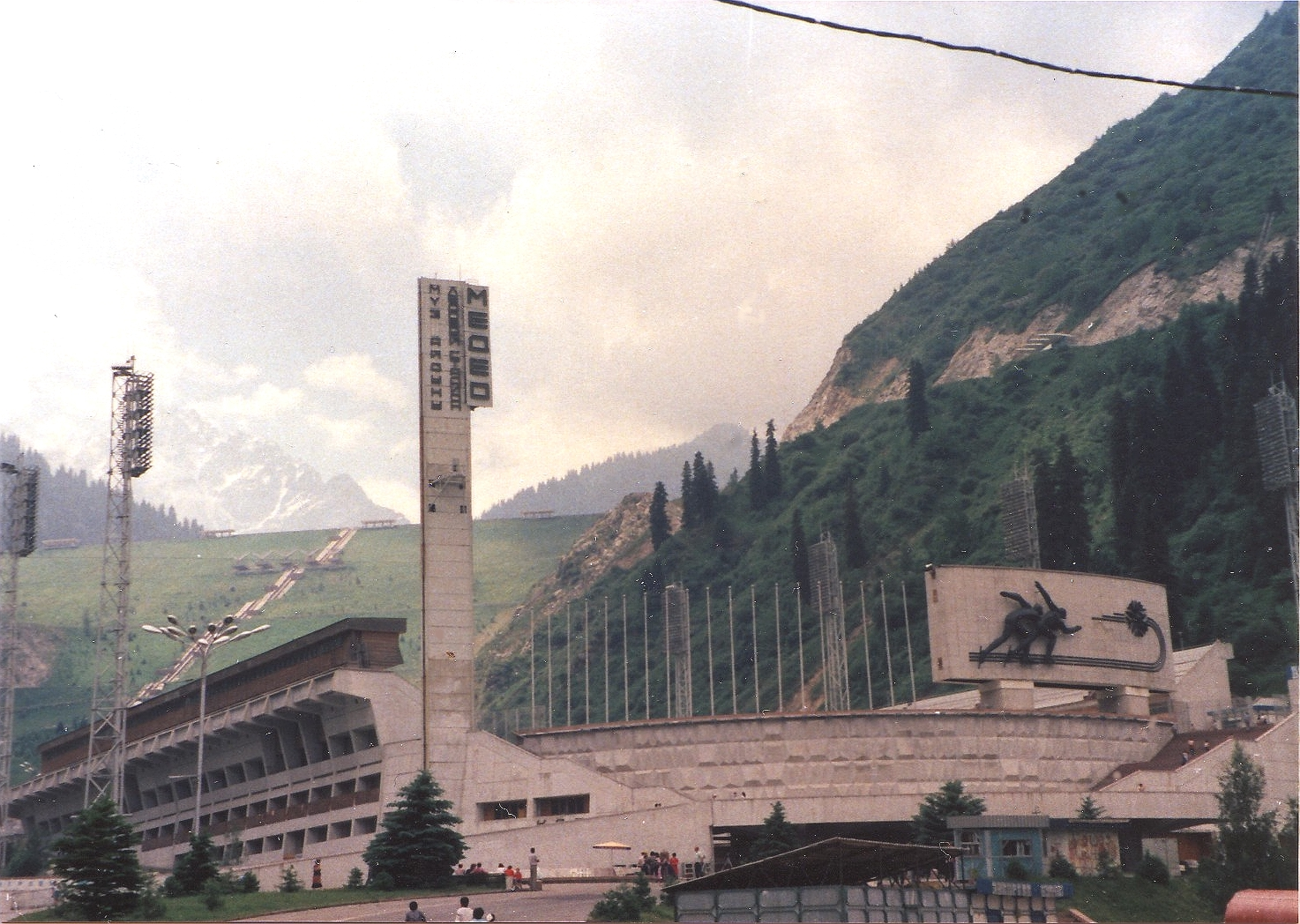
Vista exterior del recinto deportivo.

## Historia
La construcción del estadio comenzó en el otoño de 1949, y la primera competición tuvo lugar en el estadio el 4 de febrero de 1951. Medeo cambió a su actual sistema de hielo artificial en 1972 por un equipo de ingenieros soviéticos. La presa de Medeu, construida a finales de 1960, se encuentra al sur de la pista de patinaje, que lo protege de flujos de lodo y que aporta agua al estadio. Puntos de vista en la parte superior de la presa de proporcionar excelentes vistas del estadio.
Medeu ha visto muchos registros mundiales en todas las distancias patinaje de velocidad desde 1951 hasta la década de 1980: 500 m, 1000 m, 1500 m, 3000 m, 5000 m, y el m 10000. En 1972, la pista de hecho una transición exitosa de pista de hielo natural de pista de hielo artificial. En 1975 se fundó el equipo de bandy (un deporte parecido al hockey sobre hielo) llamado Dynamo Alma-Ata, que tomó el recinto como su estadio para jugar los partidos como local. El Dynamo llegó a ganar el Campeonato Soviético en 1977 y 1990 y la Copa de Europa en 1978.
Después del colapso de la Unión Soviética en 1991, para mantener el estadio como una pista de hielo resultó ser demasiado caro para la independiente República de Kazajistán. El último gran campeonato tuvo lugar en 1988 -el Mundial masculino de Patinaje de Velocidad-, que fue ganada por el patinador estadounidense Eric Flaim.
En los primeros años de la década de 2000, el estado del Medeo como una pista de competición era incierto. Sin embargo, se propuso que sea la sede de la competición de patinaje de velocidad tanto para la oferta fracasada de Almaty para los Juegos de Invierno 2014, y, aunque no fue seleccionada, tuvo éxito para ser la sede de los Juegos Asiáticos de Invierno. Al final, el bandy fue el único deporte practicado aquí durante los Juegos. El patinaje de velocidad se celebró en un pabellón deportivo en Astaná. El Medeo fue el escenario principal de la 2012 Campeonato Mundial de Bandy.

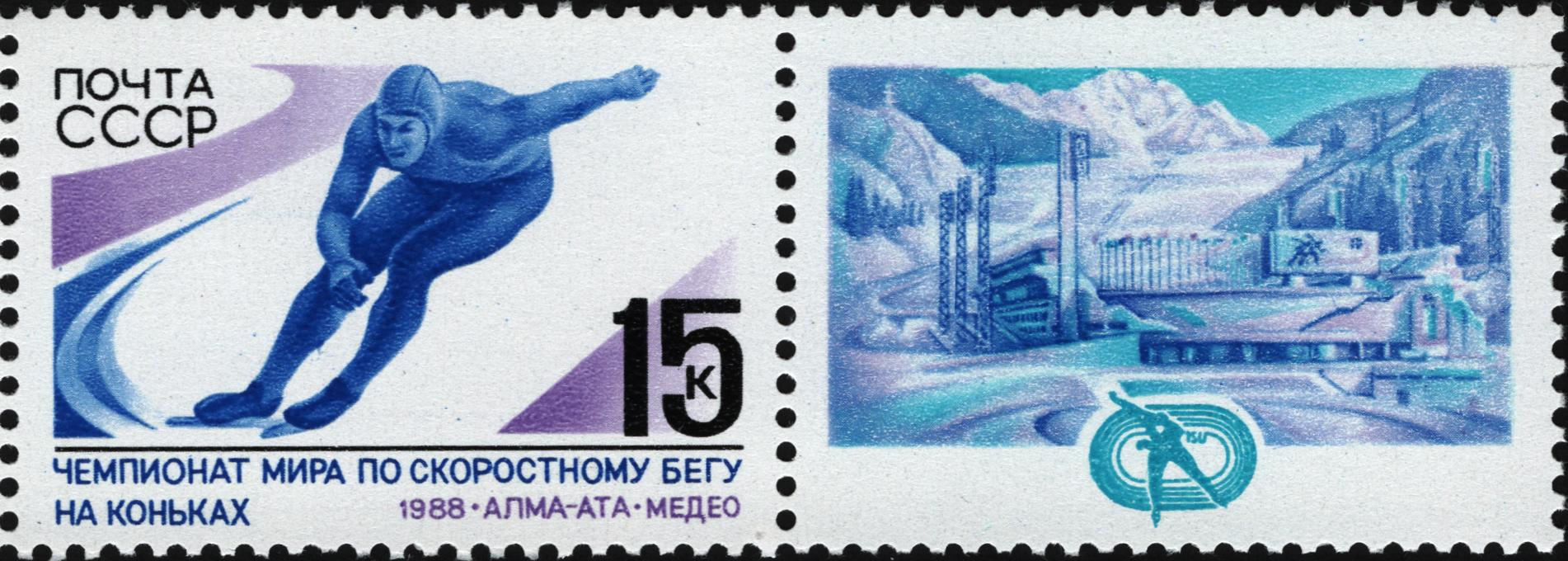
Sello conmemorativo ruso del año 1988.

La pista fue también sede general del festival de la Voz de música popular de Asia (entre 1990 y 2004).

### Los Juegos Asiáticos de Invierno

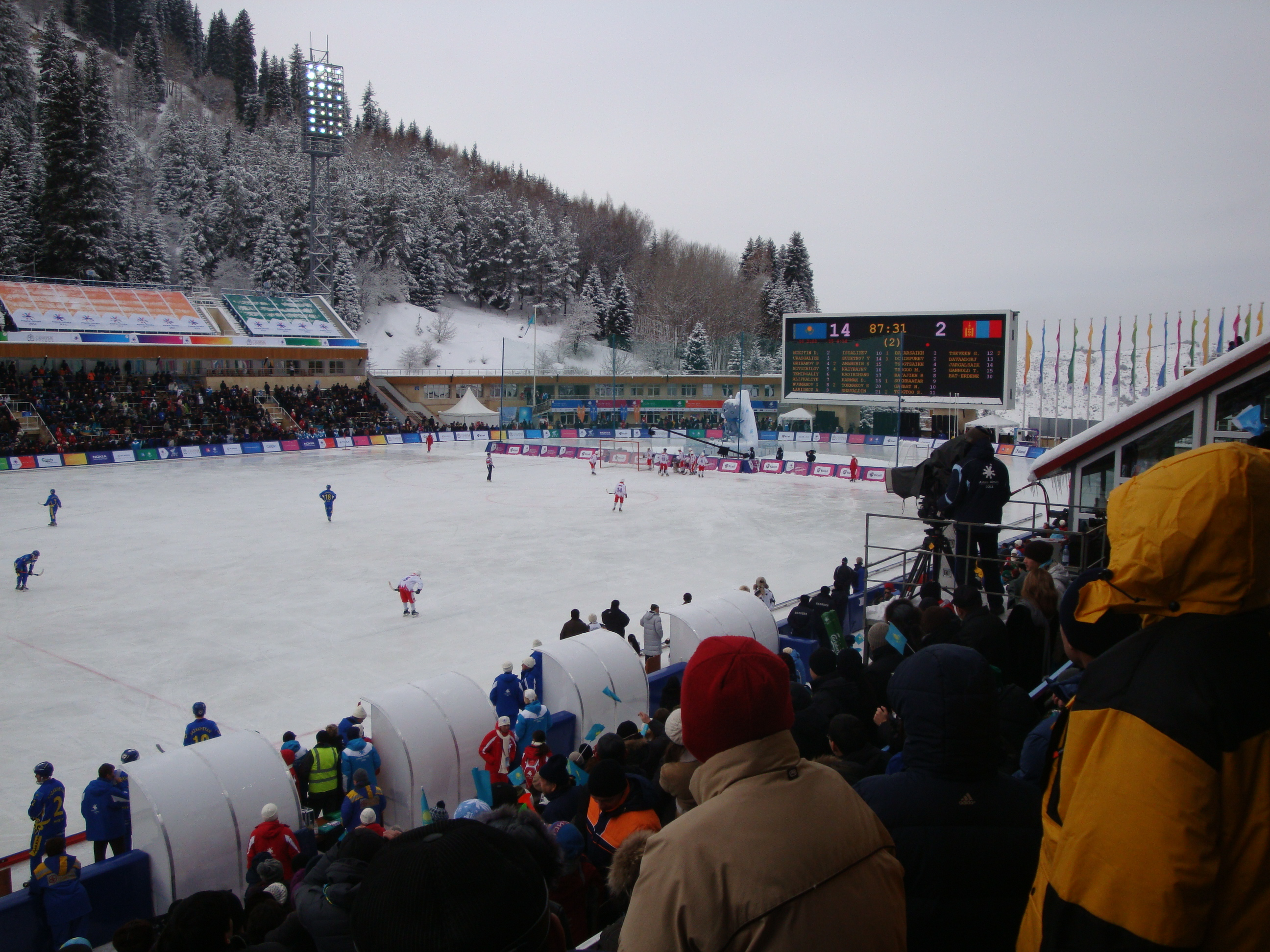
Juegos Asiáticos de Invierno de 2011

El 4 de marzo de 2006, Kazajistán recibió el derecho de organizar los Juegos Asiáticos de 2011. Los Juegos Asiáticos de Invierno fue el mayor evento jamás celebrado en el país, y se llevó a cabo del 30 de enero hasta el 6 de febrero. Si bien una gran parte de los sucesos tuvo lugar en Astaná, Almaty organizó una serie de eventos, incluyendo saltos de esquí, esquí de travesía, y por supuesto, torcidas. Con el fin de organizar este evento, El Medeo fue renovado en 2009 y la reapertura sucedió el 16 de diciembre después de someterse a 19,4 mil millones de tenge (131,8 millones de dólares) por un valor de las reparaciones y mejoras. Lo único que pudo celebrarse en El Medeo fueron los partidos de bandy, que ganó la selección de Kazajistán (tan sólo se presentaron las selecciones de Kazajistán, Mongolia y Kirguistán).

### Otros usos
El Medeu mantiene su estatus como uno de los lugares turísticos más conocidos en Kazajistán. El estadio está abierto al público durante todo el año, permitiendo a los visitantes patinar durante el día y la noche. Durante la noche, los patinadores podrán disfrutar de música y luces en el estadio, ya sea desde el hielo, o las cabinas VIP disponibles para alquilar. Si bien los precios de billetes han subido, es debido a la celebración de los Juegos Asiáticos, sigue siendo un destino popular para grupos de amigos o parejas. Además de esto, el estadio Medeo es la llegada del maratón Almaty-Medeu. Durante este evento, los competidores corren a partir de la ciudad a este lugar famoso, subir casi 1000 metros de desnivel antes de regresar a Almaty.

### Huracán de 2011
El huracán ocurrido en Almaty durante el julio de 2011 y causó graves daños a la propia ciudad y al parque nacional, en particular, barriendo hacia abajo miles de pinos centenarios, una vez que el orgullo del Parque Nacional Medeu. Los habitantes de Almaty creen que la restauración completa de la vegetación puede tomar varias décadas.